# مروارید چینی
مروارید چینی (نام علمی: Symphoricarpos sinensis) نام یک گونه از سرده مروارید است.